# Xã Bloom, Quận Seneca, Ohio
Xã Bloom (tiếng Anh: Bloom Township) là một xã thuộc quận Seneca, tiểu bang Ohio, Hoa Kỳ. Năm 2010, dân số của xã này là 1.799 người.